# Шахта имени Кузембаева
Ордена Трудового Красного Знамени шахта имени Тусу́па Куземба́ева (до 1971 — шахта № 23, в 1971—1982 — «Михайловская», с 1982 — современное название) — угледобывающее предприятие угольного департамента компании АО «АрселорМиттал Темиртау». Расположена в городе Сарани Карагандинской области. Входила в состав треста «Сараньуголь», в 1970-м вошедшего в состав комбината «Карагандауголь». В 1970-х и 1980-х годах неоднократный рекордсмен по добыче угля.

## История
Технический проект шахты был разработан институтом «Карагандагипрошахт». В 1959 году была сдана в эксплуатацию. В 1971 году шахта № 23 была переименована в «Михайловскую». В 1973 на шахте был установлен всесоюзный рекорд добычи угля — за месяц из 1-й лавы участком № 3 под руководством Отари Ишхнели было добыто 177 тысяч 23 тонны угля. Рекорд продержался 29 лет. В 1979—1981 участок № 1/3, возглавляемый Альбертом Саламатиным (будущий министр промышленности Казахстана и отец экс-министра обороны Украины Дмитрия Саламатина, также работавшего на этой шахте), добывал более 1 миллиона тонн угля ежегодно. Ранее, в 1965-66 на шахте имени 50-летия СССР (до 1971 — шахта № 122), в 1998 вошедшей в состав шахты имени Кузембаева, бригада, возглавляемая Дандзберг Л. К., установила на комбайне «Караганда — 7/15» два мировых рекорда проходки горных выработок.
20 февраля 1982 года шахте было присвоено имя Героя Социалистического Труда, шахтёра Тусупа Кузембаева.
По контракту от 26 сентября 1996 года оказалась в числе 15 шахт, переданных в собственность ОАО «Испат-Кармет». В 1998 объединена с шахтой имени 50-летия СССР.

### Аварии
- 2 августа 1968 года — взрыв метана в комбайновом забое разрезной печи верхнего слоя по пласту k12 «Верхняя Марианна» при подаче электроэнергии в забой без предварительного разгазирования после остановки ВМП. Погибло 16 горняков.
- 23 июня 2010 года — внезапный выброс угля и газа в забое вентиляционного квершлага 40К8-К10-3, двое погибших[7].
- 20 августа 2011 года — выброс угля и газа, погибло 2 горняка[7].

## Описание
Опасна по внезапным выбросам угля и метана. Шахтное поле, площадью 8 км², вскрыто вертикальными круглыми стволами общей площадью поперечного сечения 50,2 м². Глубина основного ствола — 340 м. На шахте три рабочих подъёма. Система подготовки и обработки выемочных участков — бесцеликовая. Разрабатываются пласты карагандинской свиты: k7 («Замечательный» мощностью 1,65), k10 («Феликс», 3,2 м), k12 («Верхняя Марианна», 6,0 м), k13 («Шестифутовый», 2,8 м) и k14 («Четырёхфутовый», 1,61 м). Пласт Кп отрабатывается по схеме «слой — пласт» в два слоя, остальные в — один. Выемка угля производится по схеме «шахта — лава» механизированными комплексами «Пиома» (Польша), комбайном SL-300, «Глиник» 08/22 со стругом GH 9,38/57 германской фирмы DBT. Конвейера типа KS-32. Комбайны типа КСП-32 и ГКПС осуществляют проходку горных выработок. Протяжённость всех видов выработок на 1985 год — 70 километров.
Добыча угля в год — 1 млн тонн угля и более (с 2002), в 1984-м — 2,124 млн тонн угля. Для коксования уголь направляется на ЦОФ «Восточная» в городе Абае.

## Награды
- Орден Трудового Красного Знамени (1986)[9]
- Переходящее Красное Знамя ЦК КПСС, Совета Министров СССР, ВЦСПС и ЦК ВЛКСМ (1974, 1978 и 1980)[9]
- Почётная грамота ВЦСПС (1976)[9]
- Почётный диплом ЦК Компартии КазССР, Совета Министров КазССР, Казсовпрофа, ЦК ЛКСМ Казахстана (1976)[9]

## Персоналии
- Игибаев, Жаныбай (род. 1936) — Герой Социалистического Труда (1971), бригадир горнорабочих очистного забоя[11].
- Мусагалиев, Яуда (род. 1928) — Герой Социалистического Труда (1971), машинист угольного комбайна[12].